# Браохос-де-Медіна
Браохос-де-Медіна (ісп. Brahojos de Medina) — муніципалітет в Іспанії, у складі автономної спільноти Кастилія-і-Леон, у провінції Вальядолід. Населення — 149 осіб (2010).
Муніципалітет розташований на відстані близько 140 км на північний захід від Мадрида, 55 км на південний захід від Вальядоліда.

## Демографія
Динаміка населення (INE ):